# Мерща
Мерща (на шведски: Märsta) е град в лен Стокхолм, източната част на централна Швеция. Главен административен център на община Сигтюна. Намира се на около 35 km на северозапад от централната част на столицата Стокхолм. Има жп гара и летище. Населението на града е 24 068 жители според данни от преброяването през 2010 г.

## Побратимени градове
- Пошгрун, Норвегия
- Райсио, Финландия
- Сьонербор, Дания